# Phanerotomella pulchra
Phanerotomella pulchra är en stekelart som beskrevs av Josef Fahringer 1934. Phanerotomella pulchra ingår i släktet Phanerotomella och familjen bracksteklar. Inga underarter finns listade i Catalogue of Life.